# G-Eazy
Дже́ральд Эрл Ги́ллум (англ. Gerald Earl Gillum, известный под сценическим псевдонимом G-Eazy; род. 24 мая 1989, Окленд, Калифорния, США) — американский рэпер, автор песен и продюсер.

## Ранняя жизнь
G-Eazy родился в Окленде, в американской семье. Спустя 3 года у него появился младший брат — Джеймс.
Когда Джеральд был в первом классе, его мать ушла от его отца. Затем Джеральд переехал с бабушкой и дедушкой в Беркли, Калифорния. Позже они переехали в Северный Окленд, тем не менее он продолжал ходить в школу в Беркли.
G-Eazy посещал Loyola University и выпустился в 2011 году.

## Карьера

### Ранняя карьера
G-Eazy родился в Окленде, в американской семье. Он получил опыт в растущей области хип-хопа, начав записываться с такими музыкантами как Lil B и Cataracs. Получал тексты песен от анонима. Певец выпустил ряд своих песен, записанных в местной группе Bay Boyz через Myspace во время учёбы в Университете Лойолы в Новом Орлеане.

### Сольная карьера
С успехом ранних микстейпов Джеральд продолжил выпускать такие песни, как «Waspy» и «Candy Girl» Микстейп Endless Summer достиг на Myspace более 400000 слушателей.
Продолжая совмещать учёбу и музыкальную карьеру, в 2009 году G-Eazy был номинирован на ежегодную премию mtvU «Лучшая музыка на кампусе Woodie», но премия досталась другой группе. Позже, в 2010 году, G-Eazy появился на разогреве у рэпера Дрейка в Амфитеатре Гибсона, расположенном в Лос-Анджелесе. В августе 2011 года G-Eazy выпустил микстейп The Endless Summer через свой официальный сайт. В микстейп вошла, в первую очередь, обновлённая версия 1961 года хита «Runaround Sue», который собрал более миллиона просмотров через YouTube. В то же время рэпер начал сотрудничество с такими артистами, как Грег Бэнкс, Эрика Флауэрс и Девон Болдуин.
В 2012 году G-Eazy находился в туре Must Be Nice и выступал с концертами повсюду — Нью-Йорк, Солт-Лейк-Сити, Сиэтл, Сан-Франциско, Лос-Анджелес и в других городах.
В 2014 году Джеральд выпустил третий студийный альбом These Things Happen, который дебютировал в топ-5 Billboard 200. Незадолго до выхода альбома вышел сингл «Let’s Get Lost», записанный совместно с Девон Болдуин, впоследствии ставший хитом. Так же одним из синглов стала песня «I Mean It» при участие Remo, которая тоже стала хитом, но её пиком стало 98 место в Billboard Hot 100. В поддержку альбома начался These Things Happen Tour.
В декабре 2015 года в результате работы над новым альбомом и новым звучанием вышла новая, четвёртая по счёту, пластинка G-Eazy — When It’s Dark Out. Первый сингл, «Me, Myself & I», при участии Биби Рексы стал мировым супер-хитом, пиком в «Горячей сотне» стало 7 место. Следующим синглом стал трек «You Got Me», который не был особо успешным, а третьим синглом стал «Drifting», записанный с Крисом Брауном и Тори Ланецом. На этот раз Джеральд отправился мировой тур When It’s Dark Out Tour с концертами от Окленда и до Лондона. Также в 2015 году вышел видеоклип на совместную песню «Fuck With You», с американской певицей Пией Мией.
Летом 2016 года G-Eazy совместно с Logic, YG и Yo Gotti отправились в тур The Endless Summer. Перед началом турне Гиллум представил две новые песни «In the Meantime» и «So Much Better».
В июле 2016 года вышел сингл американской певицы Бритни Спирс «Make Me…» при участии G-Eazy. Кроме этого рэпер записал саундтрек к фильму «Охотники за привидениями», «Saw It Coming», при участии американского певца Джеремая.
В 2017 году G-Eazy записал совместный трек «Him & I» для своего нового альбома с американской певицей Halsey, с которой состоял в отношениях.

### Туры
В 2018 году рэпер участвовал в большом туре «The Endless Summer Freestyle», в котором участвовали много звёзд хип-хопа. Тур проходился в различных штатах США как Бостон, Канзас-Сити, Атланта, Миннесота, Техас, Торонто, Сакраменто, Нью-Йорк, Лос-Анджелес и другие. В этом туре Джеральда сопровождали известные рэперы и хип-хоп исполнители как: Lil Uzi Vert, Ty Dolla $ign, YBN Nahmir, Murda Beatz, P-lo.

## Дискография

### Альбомы
Студийные альбомы
- The Epidemic LP (2009)[6]
- Must Be Nice (2012)
- These Things Happen (2014)
- When It’s Dark Out (2015)
- The Beautiful & Damned (2017)
- Everything’s Strange Here (2020)
- These Things Happen Too (2021)

Микстейпы
- Sikkis on the Planet (2007)
- The Tipping Point (2008)
- Quarantine (2009)
- Big (2010)
- The Outsider (2011)[7]
- The Endless Summer (2011)

Мини-альбомы
- Fresh EP (2008)
- Nose Goes (2011)
- Must Be Twice (2013)
- These Things Also Happened (2014)
- Step Brothers(2017)
- The Vault (2018)
- B-Sides (2019)
- Scary Nights (2019)

### Синглы
- «It’s Not Easy» (2011)
- «Sherry» (2011)
- «Rebel» (2011)
- «Kings» (feat. Jai Paul) (2011)
- «Mercedes Benz» (The American Dream) (2011)
- «Lost in Translation» (feat. Kyary Pamyu Pamyu) (2011)
- «Rappin A$$ Rappers» (feat. Mod Sun & Metasota) (2012)
- «Lady Killers» (feat. Hoodie Allen) (2012)
- «Marilyn» (2012)
- «Jack Skellington» (2013)
- «Been On» (2013)
- «Gotta Go» (feat. BEND & Daniel Johnston) (2013)
- «Far Alone» (feat. Jay Ant) (2013)
- «I Don’t Believe You» (feat. Team Robot) (2013)
- «Almost Famous» (2014)
- «Tumblr Girls» (feat. Christoph Andersson) (2014)
- «Last Night» (feat. Devon & KYLE) (2014)
- «Sleepless» (feat. NYLO) (2014)
- «I Mean It» (feat. Remo) (2014)
- «Lotta That» (feat. A$AP Ferg & Danny Seth) (2014)
- «You Got Me» (2015)
- «Let’s Get Lost» (feat. Devon Baldwin) (2013)
- «Drifting» (feat. Chris Brown &Tory Lanez) (2016)
- «Eyes Closed»(2017)
- «Drop» (feat. Blac Youngsta, BlocBoy JB) (2018)
- 1942 (feat. Yo Gotti & YBN Nahmir) (2018)
- The Endless Summer Freestyle (feat. YG) (2018)
- «Rewind» (feat. Anthony Russo) (2018)
- «My Year» (feat. GASHI) (2019)
- «West Coast» (feat. Blueface) (2019)
- «I Wanna Rock» (feat. Gunna) (2019)
- «Still Be Friends» (feat. Tory Lanez, Tyga) (2020)
- «Moana» (feat. Jack Harlow) (2020)
- «Down» (feat. Mulatto) (2020)
- «Hate the Way» (feat. Blackbear) (2020)

## Награды и номинации
| Год  | Награда                 | Категория                              | Работа             | Результат |
| ---- | ----------------------- | -------------------------------------- | ------------------ | --------- |
| 2009 | MtvU                    | Best Music on Campus                   |                    | Номинация |
| 2011 | Best of the Beat        | Лучший рэп/хип-хоп исполнитель         |                    | Номинация |
| 2011 | Best of the Beat        | Лучший рэп/хип-хоп альбом или микстейп | The Endless Summer | Номинация |
| 2011 | Best of the Beat        | Лучшее музыкальное видео               | «Runaround Sue»    | Номинация |
| 2011 | The Best of the Booth   | Прорыв 2012 года                       |                    | Номинация |
| 2016 | MTV Europe Music Awards | Лучший хип-хоп исполнитель             |                    | Номинация |